# Cheryl Hines
Cheryl Ruth Hines, född 21 september 1965 i Miami Beach i Florida, är en amerikansk skådespelare.
Hines är bland annat känd för att mellan 1999 och 2024 spelat rollen som Cheryl David i Larry Davids humorserie Curb Your Enthusiasm.
Hines är gift med politiken Robert F. Kennedy Jr. sedan 2014.

## Filmografi (urval)
- 1999–2024 – Simma lugnt, Larry! (TV-serie) (specialprogram + 110 avsnitt)
- 2004 – …och så kom Polly
- 2005 – Herbie: Fulltankad
- 2005 – Our Very Own
- 2005 – Cake
- 2006 – Bickford Shmeckler's Cool Ideas
- 2006 – Familj på väg
- 2006 – Värsta familjen
- 2007 – Waitress
- 2007 – The Grand
- 2008 – Miraklet med Henry Poole
- 2008 – Bart Got a Room
- 2008 – Space Chimps (röst)
- 2009 – The Ugly Truth
- 2009 – Serious Moonlight (endast regi)
- 2011–2014 – Suburgatory (TV-serie) (57 avsnitt)
- 2014 – Life After Beth
- 2014 – Think Like a Man Too
- 2017 – Bad Moms 2
- 2022 – About Fate